# IAU100km世界選手権
IAU100km世界選手権（あいえーゆー100キロメートルせかいせんしゅけん、IAU 100km World Championships）は国際ウルトラランナーズ協会（IAU）が主催する、100kmの距離を走るマラソン（ウルトラマラソン）の世界選手権大会である。ワールドアスレティックス（世界陸連）が協賛。
100kmは、ウルトラマラソンの中でもワールドアスレティックスが唯一公認する種目であり、また最も人気がある種目であるが、その世界大会となる。

## 概要
基本的に2年に1度（2016年までは毎年）開催。1987年にベルギーのトルホウトで第1回を開催。
日本では、1994年と2005年（サロマ湖100キロウルトラマラソンにて同時開催）、1998年（四万十川ウルトラマラソンにて同時開催）の3回開催された。
各大会とも男子、女子の個人順位の他に、各国上位3名の合計タイムによる国別の団体順位も付けられる（第1回を除く）。日本はこれまでに男女とも優勝者を複数回輩出し、団体優勝も多い。
名称は、1993年から2003年まではIAU100kmワールドチャレンジ、2004年から2009年まではIAU100kmワールドカップの名称であったが、2010年から現在の名称が付けられた。

## 大会一覧
| 回 | 開催日         | 開催国         | 開催地                           |
| -- | -------------- | -------------- | -------------------------------- |
| 1  | 1987年6月20日  | ベルギー       | トルホウト                       |
| 2  | 1988年10月1日  | スペイン       | サンタンデール                   |
| 3  | 1989年6月25日  | フランス       | パリ-ランブイエ                  |
| 4  | 1990年10月27日 | アメリカ合衆国 | ダルース                         |
| 5  | 1991年5月25日  | イタリア       | フィレンツェ-ファエンツァ        |
| 6  | 1992年2月16日  | スペイン       | パラモス                         |
| 7  | 1993年8月8日   | ベルギー       | トルホウト                       |
| 8  | 1994年6月26日  | 日本           | サロマ湖（湧別町 - 常呂町）      |
| 9  | 1995年9月16日  | オランダ       | ウィンスホーテン                 |
| 10 | 1996年5月4日   | ロシア         | モスクワ                         |
| 11 | 1997年9月13日  | オランダ       | ウィンスホーテン                 |
| 12 | 1998年10月18日 | 日本           | 四万十川（中村市 - 中村市）      |
| 13 | 1999年5月15日  | フランス       | シャヴァーニュ=アン=パイエ       |
| 14 | 2000年9月9日   | オランダ       | ウィンスホーテン                 |
| 15 | 2001年8月26日  | フランス       | クレデール                       |
| 16 | 2002年6月21日  | ベルギー       | トルホウト                       |
| 17 | 2003年11月16日 | 台湾           | 台南市                           |
| 18 | 2004年9月11日  | オランダ       | ウィンスホーテン                 |
| 19 | 2005年6月26日  | 日本           | サロマ湖（湧別町 - 常呂町）      |
| 20 | 2006年10月8日  | 韓国           | 河南市                           |
| 21 | 2007年9月8日   | オランダ       | ウィンスホーテン                 |
| 22 | 2008年11月8日  | イタリア       | タルクイーニア                   |
| 23 | 2009年6月19日  | ベルギー       | トルホウト                       |
| 24 | 2010年11月7日  | ジブラルタル   | ジブラルタル                     |
| 25 | 2011年9月19日  | オランダ       | ウィンスホーテン                 |
| 26 | 2012年9月19日  | イタリア       | セレーニョ                       |
| － | 2013年         | 中止           | 中止                             |
| 27 | 2014年11月21日 | カタール       | ドーハ                           |
| 28 | 2015年9月12日  | オランダ       | ウィンスホーテン                 |
| 29 | 2016年11月27日 | スペイン       | ロス・アルカサレス               |
| － | 2017年         | 中止           | 中止                             |
| 30 | 2018年9月8日   | クロアチア     | スヴェティ・マルティン・ナ・ムリ |
| － | 2020年         | 中止           | 中止                             |
| 31 | 2022年8月27日  | ドイツ         | ベルナウ・バイ・ベルリン         |
| 32 | 2024年12月7日  | インド         | ベンガルール                     |

## 優勝者一覧
選手名の右側は記録（タイム）。団体の記録は3名の合計タイム。

### 男子
| 回 | 開催年 | 男子個人                        | 男子個人      | 男子団体         | 男子団体       |
| -- | ------ | ------------------------------- | ------------- | ---------------- | -------------- |
| 1  | 1987年 | Domingo Catalán スペイン        | 6時間19分35秒 |                  |                |
| 2  | 1988年 | Domingo Catalán スペイン        | 6時間34分41秒 | フランス         | 20時間58分43秒 |
| 3  | 1989年 | Bruno Scelsi フランス           | 6時間47分06秒 | フランス         | 20時間46分56秒 |
| 4  | 1990年 | Roland Vuillemenot フランス     | 6時間34分02秒 | 西ドイツ         | 21時間21分36秒 |
| 5  | 1991年 | Valmir Nunes ブラジル           | 6時間35分36秒 | フランス         | 20時間53分09秒 |
| 6  | 1992年 | Konstantin Santalov ロシア      | 6時間23分35秒 | ドイツ           | 20時間23分20秒 |
| 7  | 1993年 | Konstantin Santalov ロシア      | 6時間26分26秒 | ロシア           | 19時間59分48秒 |
| 8  | 1994年 | Alexey Volgin ロシア            | 6時間22分43秒 | ドイツ           | 20時間07分01秒 |
| 9  | 1995年 | Valmir Nunes ブラジル           | 6時間18分09秒 | ロシア           | 19時間43分52秒 |
| 10 | 1996年 | Konstantin Santalov ロシア      | 6時間32分41秒 | ロシア           | 19時間57分57秒 |
| 11 | 1997年 | Sergiy Yanenko · ウクライナ     | 6時間25分25秒 | ロシア           | 19時間53分47秒 |
| 12 | 1998年 | Grigory Murzin ロシア           | 6時間30分06秒 | ロシア           | 19時間44分41秒 |
| 13 | 1999年 | Simon Pride イギリス            | 6時間24分05秒 | ロシア           | 19時間54分59秒 |
| 14 | 2000年 | Pascal Fétizon フランス         | 6時間23分15秒 | フランス         | 19時間46分25秒 |
| 15 | 2001年 | 三上靖文 日本                   | 6時間33分28秒 | フランス         | 20時間17分11秒 |
| 16 | 2002年 | Mario Fattore イタリア          | 6時間34分23秒 | ロシア           | 20時間11分32秒 |
| 17 | 2003年 | Mario Fattore イタリア          | 7時間04分56秒 | イタリア         | 22時間10分18秒 |
| 18 | 2004年 | Mario Ardemagni イタリア        | 6時間18分24秒 | イタリア         | 20時間06分37秒 |
| 19 | 2005年 | Grigory Murzin ロシア           | 6時間24分15秒 | 日本             | 20時間34分07秒 |
| 20 | 2006年 | Yannick Djouadi フランス        | 6時間38分27秒 | ロシア           | 20時間17分23秒 |
| 21 | 2007年 | 渡邊真一 日本                   | 6時間23分31秒 | イタリア         | 19時間52分41秒 |
| 22 | 2008年 | ジョルジオ・カルカテラ イタリア | 6時間37分41秒 | イタリア         | 20時間57分39秒 |
| 23 | 2009年 | 宮里康和 日本                   | 6時間40分44秒 | 日本             | 20時間31分04秒 |
| 24 | 2010年 | 中台慎二 日本                   | 6時間43分44秒 | 日本             | 20時間32分23秒 |
| 25 | 2011年 | ジョルジオ・カルカテラ イタリア | 6時間27分3秒2 | アメリカ合衆国   | 20時間17分47秒 |
| 26 | 2012年 | ジョルジオ・カルカテラ イタリア | 6時間23分20秒 | イタリア         | 20時間06分41秒 |
| 27 | 2014年 | マックス・キング アメリカ合衆国 | 6時間27分43秒 | アメリカ合衆国   | 20時間08分06秒 |
| 28 | 2015年 | ジョナス・ブード · スウェーデン | 6時間22分44秒 | 南アフリカ共和国 | 19時間51分40秒 |
| 29 | 2016年 | 山内英昭 日本・浜松ホトニクス   | 6時間18分22秒 | スウェーデン     | 19時間59分40秒 |
| 30 | 2018年 | 山内英昭 日本・浜松ホトニクス   | 6時間28分05秒 | 日本             | 19時間37分01秒 |
| 31 | 2022年 | 岡山春紀 日本・コモディイイダ   | 6時間12分10秒 | 日本             | 18時間51分12秒 |
| 32 | 2024年 | 山口純平 日本・エルドレッソ     | 6時間12分17秒 | 日本             | 19時間30分09秒 |

### 女子
| 回 | 開催日 | 女子個人                              | 女子個人      | 女子団体       | 女子団体       |
| -- | ------ | ------------------------------------- | ------------- | -------------- | -------------- |
| 1  | 1987年 | Agnes Eberle スイス                   | 8時間01分33秒 |                |                |
| 2  | 1988年 | Ann Trason アメリカ合衆国             | 7時間30分49秒 | 西ドイツ       | 25時間53分27秒 |
| 3  | 1989年 | Katharina Janicke 西ドイツ            | 8時間07分41秒 | フランス       | 26時間31分54秒 |
| 4  | 1990年 | Eleanor Adams イギリス                | 7時間55分08秒 | 西ドイツ       | 25時間32分50秒 |
| 5  | 1991年 | Eleanor Adams イギリス                | 7時間52分15秒 | ドイツ         | 25時間41分03秒 |
| 6  | 1992年 | Nursia Bagmanov ロシア                | 7時間44分37秒 | ドイツ         | 24時間20分05秒 |
| 7  | 1993年 | Carolyn Hunter-Rowe イギリス          | 7時間27分19秒 | ロシア         | 22時間54分00秒 |
| 8  | 1994年 | Valentina Shatyaeva ロシア            | 7時間34分58秒 | ロシア         | 23時間09分16秒 |
| 9  | 1995年 | Ann Trason アメリカ合衆国             | 7時間00分48秒 | アメリカ合衆国 | 22時間28分21秒 |
| 10 | 1996年 | Valentina Shatyaeva ロシア            | 7時間33分10秒 | ロシア         | 23時間14分49秒 |
| 11 | 1997年 | Valentina Lyakhova ロシア             | 7時間30分37秒 | フランス       | 23時間26分52秒 |
| 12 | 1998年 | Carolyn Hunter-Rowe イギリス          | 8時間16分07秒 | ドイツ         | 26時間23分24秒 |
| 13 | 1999年 | Anna Balošáková スロバキア            | 7時間33分02秒 | フランス       | 23時間24分05秒 |
| 14 | 2000年 | Edit Bérces · ハンガリー              | 7時間25分21秒 | ドイツ         | 23時間29分28秒 |
| 15 | 2001年 | Elvira Kolpakova ロシア               | 7時間31分12秒 | ロシア         | 23時間31分12秒 |
| 16 | 2002年 | Tatiana Zhyrkova ロシア               | 7時間37分06秒 | ロシア         | 23時間13分56秒 |
| 17 | 2003年 | Monica Casiraghi イタリア             | 7時間31分12秒 | イタリア       | 25時間52分06秒 |
| 18 | 2004年 | Tatiana Zhyrkova ロシア               | 7時間10分32秒 | ロシア         | 23時間09分59秒 |
| 19 | 2005年 | 翔ひろ子 日本                         | 7時間53分41秒 | アメリカ合衆国 | 24時間46分39秒 |
| 20 | 2006年 | Lizzy Hawker イギリス                 | 7時間28分56秒 | イタリア       | 23時間23分43秒 |
| 21 | 2007年 | 櫻井教美 日本                         | 7時間00分28秒 | 日本           | 22時間25分16秒 |
| 22 | 2008年 | Tatiana Zhyrkova ロシア               | 7時間23分33秒 | ロシア         | 22時間58分46秒 |
| 23 | 2009年 | カミ・セミック アメリカ合衆国         | 7時間23分33秒 | アメリカ合衆国 | 23時間41分10秒 |
| 24 | 2010年 | エリー・グリーンウッド イギリス       | 7時間29分05秒 | イギリス       | 23時間16分54秒 |
| 25 | 2011年 | マリナ・ビチュコワ ロシア             | 7時間27分19秒 | ロシア         | 23時間19分40秒 |
| 26 | 2012年 | エイミー・スプロストン アメリカ合衆国 | 7時間34分08秒 | アメリカ合衆国 | 22時間59分03秒 |
| 27 | 2014年 | エリー・グリーンウッド イギリス       | 7時間30分48秒 | イギリス       | 22時間56分24秒 |
| 28 | 2015年 | カミーユ・ヘロン アメリカ合衆国       | 7時間08分35秒 | アメリカ合衆国 | 22時間39分35秒 |
| 29 | 2016年 | キルスティン・ブル オーストラリア     | 7時間34分25秒 | 日本           | 23時間23分14秒 |
| 30 | 2018年 | ニコリナ・シュスティッチ クロアチア   | 7時間20分34秒 | 日本           | 23時間03分50秒 |
| 31 | 2022年 | フロリアーネ・ホット フランス         | 7時間04分03秒 | アメリカ合衆国 | 22時間14分46秒 |
| 32 | 2024年 | フロリアーネ・ホット フランス         | 7時間08分43秒 | フランス       | 22時間27分05秒 |

## 日本選手について
日本は優勝を含めメダリストや団体優勝となることも多い。日本代表選考については、サロマ湖100キロウルトラマラソンが代表選考会となっている。ただし2022年大会のみ、新型コロナウイルス感染症流行によりサロマ湖が中止となったため、他の公認競技会（柴又100Kなど）において選考対象記録を満たす選手から選考された。